# Concevreux
Concevreux és un municipi francès situat al departament de l'Aisne i a la regió dels Alts de França. L'any 2007 tenia 267 habitants.

## Demografia

### Població
El 2007 la població de fet de Concevreux era de 267 persones. Hi havia 99 famílies de les quals 14 eren unipersonals (5 homes vivint sols i 9 dones vivint soles), 38 parelles sense fills i 47 parelles amb fills.
La població ha evolucionat segons el següent gràfic:
Habitants censats

### Habitatges
El 2007 hi havia 117 habitatges, 96 eren l'habitatge principal de la família, 16 eren segones residències i 5 estaven desocupats. 116 eren cases i 1 era un apartament. Dels 96 habitatges principals, 76 estaven ocupats pels seus propietaris, 17 estaven llogats i ocupats pels llogaters i 4 estaven cedits a títol gratuït; 1 tenia una cambra, 13 en tenien tres, 25 en tenien quatre i 57 en tenien cinc o més. 65 habitatges disposaven pel capbaix d'una plaça de pàrquing. A 32 habitatges hi havia un automòbil i a 53 n'hi havia dos o més.

### Piràmide de població
La piràmide de població per edats i sexe el 2009 era:
| Homes | Edats   | Dones |
| ----- | ------- | ----- |
| 0     | 95 o +  | 0     |
| 4     | 90 a 94 | 4     |
| 0     | 85 a 89 | 4     |
| 0     | 80 a 84 | 0     |
| 0     | 75 a 79 | 0     |
| 4     | 70 a 74 | 8     |
| 8     | 65 a 69 | 8     |
| 4     | 60 a 64 | 0     |
| 0     | 55 a 59 | 12    |
| 4     | 50 a 54 | 4     |
| 8     | 45 a 49 | 8     |
| 4     | 40 a 44 | 12    |
| 16    | 35 a 39 | 4     |
| 4     | 30 a 34 | 8     |
| 4     | 25 a 29 | 4     |
| 8     | 20 a 24 | 0     |
| 4     | 15 a 19 | 8     |
| 8     | 10 a 14 | 8     |
| 4     | 5 a 9   | 12    |
| 0     | 0 a 4   | 8     |

## Economia
El 2007 la població en edat de treballar era de 155 persones, 116 eren actives i 39 eren inactives. De les 116 persones actives 104 estaven ocupades (60 homes i 44 dones) i 12 estaven aturades (4 homes i 8 dones). De les 39 persones inactives 5 estaven jubilades, 13 estaven estudiant i 21 estaven classificades com a «altres inactius».

### Ingressos
El 2009 a Concevreux hi havia 90 unitats fiscals que integraven 269 persones, la mediana anual d'ingressos fiscals per persona era de 18.311 €.

### Activitats econòmiques
Dels 7 establiments que hi havia el 2007, 2 eren d'empreses de construcció, 3 d'empreses de comerç i reparació d'automòbils i 2 d'empreses de serveis.
L'únic servei als particulars que hi havia el 2009 era un paleta.
L'any 2000 a Concevreux hi havia 5 explotacions agrícoles que ocupaven un total de 755 hectàrees.

## Equipaments sanitaris i escolars
El 2009 hi havia una escola maternal integrada dins d'un grup escolar amb les comunes properes formant una escola dispersa.

## Poblacions més properes
El següent diagrama mostra les poblacions més properes.